# Streymoy
Streymoy este cea mai populată insulă din cadrul arhipelagului feroez. În traducere, denumirea insulei înseamnă Insula curenților.

## Geografie
Insula, orientată pe direcția NV-SE are o lungime de 47 km și lâțime de 10 km. În partea SE a insulei se află două fiorduri care străpung adânc usactul (Kollafjørður și Kaldbaksfjørður). Relieful muntos atinge valori maxime în partea de nord-vest, altitudinea maximă a insulei fiind înregistrată în vârful Kopsenni (789 m). Hidrografia zonei cuprinde o serie de mici lacuri și râuri scurte. Vegetația zonei este ierboasă.
În partea de est, Streymoy se învecinează cu insula Eysturoy, prin strâmtoarea Sundini, la vest se află insula Vágar, iar în sud insula Sandoy. Nu departe de capătul sudic al insulei se află insulițele Koltur, Hestur și Nólsoy.

## Așezări
- Tórshavn (populație: 15.000 locuitori) este capitala și principalul port, centru cultural (universitate) și comercial al țării.
- Vestmanna, localitate situată în vestul insulei, fost loc de debarcare pentru feriboturi.
- Kollafjørður, localizat în centrul insulei
- Saskun, sat în nord
- Tjørnuvík, sat în nord
- Kirkjubøur, localizat în sudul insulei, a fost centru episcopal în epoca medievală

## Transporturi
Toate localitățile de pe insulă sunt legate între ele prin șosele modernizate. Înainte de intrarea în Tórshavn, drumul traversează un tunel în lungime de 2,8 km. În 2002 s-a finalizat construcția unui tunel submarin, care a legat Strymoy de vecina din vest, insula Vágar.
Cursele de feribot leagă Streymoy de insulele Sandoy și Suðuroy. Pe timpul verii există curse regulate spre Lerwick, localitate din insulele Shetland, Scoția, Hanstholm (Danemarca), Bergen (Norvegia) și Seyðisfjörður (Islanda).